# Lipnik (Chorwacja)
Lipnik – wieś w Chorwacji, w żupanii karlowackiej, w gminie Ribnik. W 2011 roku liczyła 65 mieszkańców.